# Перлесройт
Перлесройт (нем. Perlesreut) — торговая община в Германии, в земле Бавария. Община расположена в правительственном округе Нижняя Бавария в районе Фрайунг-Графенау и непосредственно подчиняется управлению административного сообщества Перлесройт, являясь его центром.
По данным на 31 декабря 2015 года:
- территория —  2972,13 га;
- население —  2871 чел.;
- плотность населения —  96,6 чел./км²;
- землеобеспеченность с учётом внутренних вод —  10 352,25 м²/чел.

## Население
По оценке на 31 декабря 2015 года население общины Перлесройт составляет 2871 чел. 

| Дата      | 1840 | 1871 | 1900 | 1925 | 1939 | 1950 | 1961 | 1970 | 1987 | 2011 |
| --------- | ---- | ---- | ---- | ---- | ---- | ---- | ---- | ---- | ---- | ---- |
| Население | 2015 | 2309 | 2318 | 2348 | 2471 | 3146 | 2395 | 2657 | 2686 | 2789 |

| Год       | 1960 | 1970 | 1980 | 1990 | 2000 | 2009 | 2010 | 2011 | 2012 | 2013 | 2014 | 2015 |
| --------- | ---- | ---- | ---- | ---- | ---- | ---- | ---- | ---- | ---- | ---- | ---- | ---- |
| Население | 2431 | 2671 | 2615 | 2887 | 2998 | 2907 | 2905 | 2790 | 2801 | 2800 | 2841 | 2871 |